# Кассій Херея
Кассій Херея (лат. Cassius Chaerea, ? — 41 рік н. е.) — центуріон в армії Германіка. Служив у преторіанській гвардії імператора Калігули та взяв участь у його вбивстві.
За словами Тацита до служби у преторіанській гвардії Кассій відзначився хоробрістю і компетентністю під час придушення заколоту на германському кордоні відразу ж після смерті Августа.
Кассій був стурбований все більшою непостійністю імператора, а також вульгарною поведінкою, яка його принижувала. Не витримавши знущань, Херея запланував вбити Калігулу на Палатинських іграх, які відбувалися в січні 41 року.
Цю спробу здійснили Кассій Херея, Анній Вініціан і сенатори Публій Ноній Аспренат і Луцій Норбан Бальб. Дата вбивства була призначена на час Палатинських ігор, тобто 24 січня 41 року. Найбільше змовники остерігалися одного з охоронців Калігули — сильного та брутального германця, а також того, що під час ігор Калігула міг поїхати в Олександрію. Однак Гай з'явився на церемонію і вранці ввійшов у переповнений людьми театр, де показували п'єси Катулли.
Оскільки Калігула мав звичку у середині дня вирушати в лазню та на другий сніданок, змовники планували напасти на нього в одному з вузьких підземних переходів. Однак Гай в цей день вирішив залишитися. Вініціан вирішив попередити Херею, що момент упущений, але Гай притримав його за край тоги, запитавши дружнім тоном, куди він іде, і Вініціан залишився.
Аспренат, не витримавши, став радити йому покинути театр. Коли нарешті Гай зі своїм оточенням став виходити, дядько Калігули, Клавдій, Марк Вініцій та Валерій Азіатик приготувалися. Калігула йшов зі своїм другом Павлом Аррунцієм і раптом вирішив скоротити шлях до лазень. По дорозі Гай зупинився, щоб поговорити з молоддю, і за цей час заколотники встигли переміститися. Херея запитав у нього традиційний вульгарний пароль, яким Гай жартував над ним, і почув звичну уїдливу відповідь, що було умовним сигналом (за іншою версією Гай промовив «Юпітер», на що Херея кинув «accipe ratum» — «отримуй своє»). Гай отримав несильний удар між шиєю та плечима і спробував втекти, але один із змовників, Сабін, завдав йому другого удару. Змовники оточили Гая і Херея крикнув Сабіну формулу, що традиційно використовувалася при жертвоприношенні — «hoc age» (роби це), після чого Сабін завдав чергового удару в груди. Після того, як один з кинджалів потрапив у щелепу, Калігулі завдали ще низку ударів по вже мертвому тілу.
У той же час за наказом Хереї центуріоном Лупом була вбита й дружина Мілонія Цезонія і дочка Юлія Друзілла. Так завершилось знищення імператорської сім'ї. Кассій з розумінням поставився до своїх колег змовників в Сенаті, адже йому дуже хотілося знищення принципату.
На жаль для Кассія, він не мав лояльності більшості преторіанців. Незабаром після цього він був засуджений до смертної кари. Він був одним з небагатьох вбивць, що були насправді засуджені. Кассій попросив для виконання його вироку ту ж зброю, якою він вбивав імператора.

## У популярній культурі
Роберт Грейвс у романі «Я, Клавдій» придумав історію, що він був одним з небагатьох, що залишилися в живих після битви в Тевтобурзькому лісі. Персонаж також з'являється в обох незавершених фільмах і телесеріалі за мотивами книги. В останньому його зіграв Jehzreel Esmena.
У фільмі Калігула його зіграв Паоло Боначеллі. У трейлері для вигаданого римейку фільму роль Кассія зіграв Джерард Батлер.
Херея згадується у відеогрі Clive Barker's Jericho. Він врятував преторіанця Терція Лонгіна, якого Калігула засудив до страти за відмову виконати його наказ — відрубати голову дочці сенатора, яка «недостатньо задовольнила» улюбленого коня імператора. Кассій переконав Калігулу замінити страту на заслання у віддалену провінцію.